# Пікунче
Пікунче (ісп. Picunche, від арауканської «північні люди») — індіанський народ, що мешкав на території Чилі на північ від районів мешкання мапуче (арауканів), відділений від них річкою Ітата і на південь до річки Чоапа і районів мешкання діаґітів. До завоювання Чилі іспанцями, пінкуче були підкорені Імперією Інків.
Основним зайняттям пінкуче буле сільське господарство, перш за все вони вирощували кукурудзу і картоплю. Також вони будували дерев'яні будівлі.